# Вышгородско-Дарницкая линия
Вы́шгородско-Да́рницкая линия — перспективная линия Киевского метрополитена, строительство которой предполагается начать в период после 2037 года. Первая очередь должна соединить Куренёвку с Сырцом, затем линия будет продлена на юго-восток в сторону проспекта Лобановского и Демиевки, частично беря на себя функции кольцевой.

## История
О линии впервые на официальном уровне заговорили весной 2012 года. 20 апреля 2012 года пресс-служба Киевской городской государственной администрации сообщила, что новым проектом Генерального плана Киева после 2050-70 годов планируется увеличить общую протяженности метрополитена с 64 до 130 км и количества станций более чем в два раза с 50 до 100.
Разработчики проекта Генплана предусмотрели строительство семи новых депо, а также двух новых линий метро — Подольско-Вигуровской и Вышгородско-Дарницкой.

## Актуальность строительства линии
Линия может существенно разгрузить зелёную — третью линию — Сырецко-Печерскую линию, и красную — первую линию — Святошинско-Броварскую линию, отобрав часть пассажиропотока с микрорайонов Минский, Ветряные Горы, Приорка, Мостицкий, Куренёвка, Дехтяри, Кадетская роща, Чоколовка, Александровская слободка, Чёрная Гора, Русановка, Березняки, Старая Дарница, Позняки.
В данный момент, после того, как о линии заговорили впервые, официальные источники о ней молчат и, кроме известных данных о её трассе, сроки планирования строительства первого участка чиновники не разглашают. Планируется после возведения Подольско-Выгуровской линии метрополитена.

## Планируемые пересадки
Трассировка линии пока точно не утверждена и, со слов проектировщиков, в будущем может претерпеть изменения. Так же может частично выполнять функцию кольцевой линии
Основные пересадки планируются со станциями метрополитена: Дорогожичи, Шулявская, Чоколовская, Лыбедская, Зверинецкая.
Кроме того, планируются пересадки с остановочными платформами Киевской городской электрички: Вышгородская, Караваевы Дачи, Лыбидская, Вокзал Дарница.

Проектируемые названия некоторых станций: «Приорка», «Площадь Тараса Шевченко», «Вышгородская», «Улица Елены Телиги», «Дорогожичи», «Дегтяревская», «Шулявская», «Проспект Космонавта Комарова», «Отрадный массив», «Караваевы Дачи», «Чоколовская», «Севастопольская Площадь», «Проспект Валерия Лобановского», «Улица Владимира Брожка», «Гринченка», «Лыбедская», «Зверинецкая», «Русановская», «Сити-Центр», «Киевская Русановка», «Дарницкая Площадь», «Дарницкий Вокзал».